# 約克角隕石
約克角隕石，因在10,000年前撞擊在地球的約克角而得名，位置在格陵蘭，是地上最大的鐵隕石之一。這塊隕鐵被因紐特人稱為Ahnighito （帳篷型的）重量有31噸。數世紀以來，因紐特人生活在隕鐵附近，並利用它做為金屬的來源製造工具和魚叉。 
它存在的故事在1818年首度傳達到科學界中，在1818年至1883年間有五個探險隊都未能找到這個鐵的來源，直到1894年才被著名的美國海軍北極探險家罗伯特·皮里，在當地人的引導抵達所謂的Saviksoah島上標示出位置，於1894年位於格陵蘭約克角的正北方。
皮里花費了三年的時間才準備妥當，將這個巨大的隕鐵安置在船上，為此還修建了格陵蘭上唯一且最小和最短的鐵路。
.
皮里以$40,000的價格在紐約市將其中一塊賣給了美國自然歷史博物館，且目前仍在展示中。這塊3.4 x 2.1 x 1.7公尺的Ahnighito展示在亞瑟·羅斯廳中，是迄今人類搬運過的最重的隕石。它是如此的巨大，以致於博物館必須修建新的展示場所，並且讓它直接坐落在博物館最底層的地基之上。

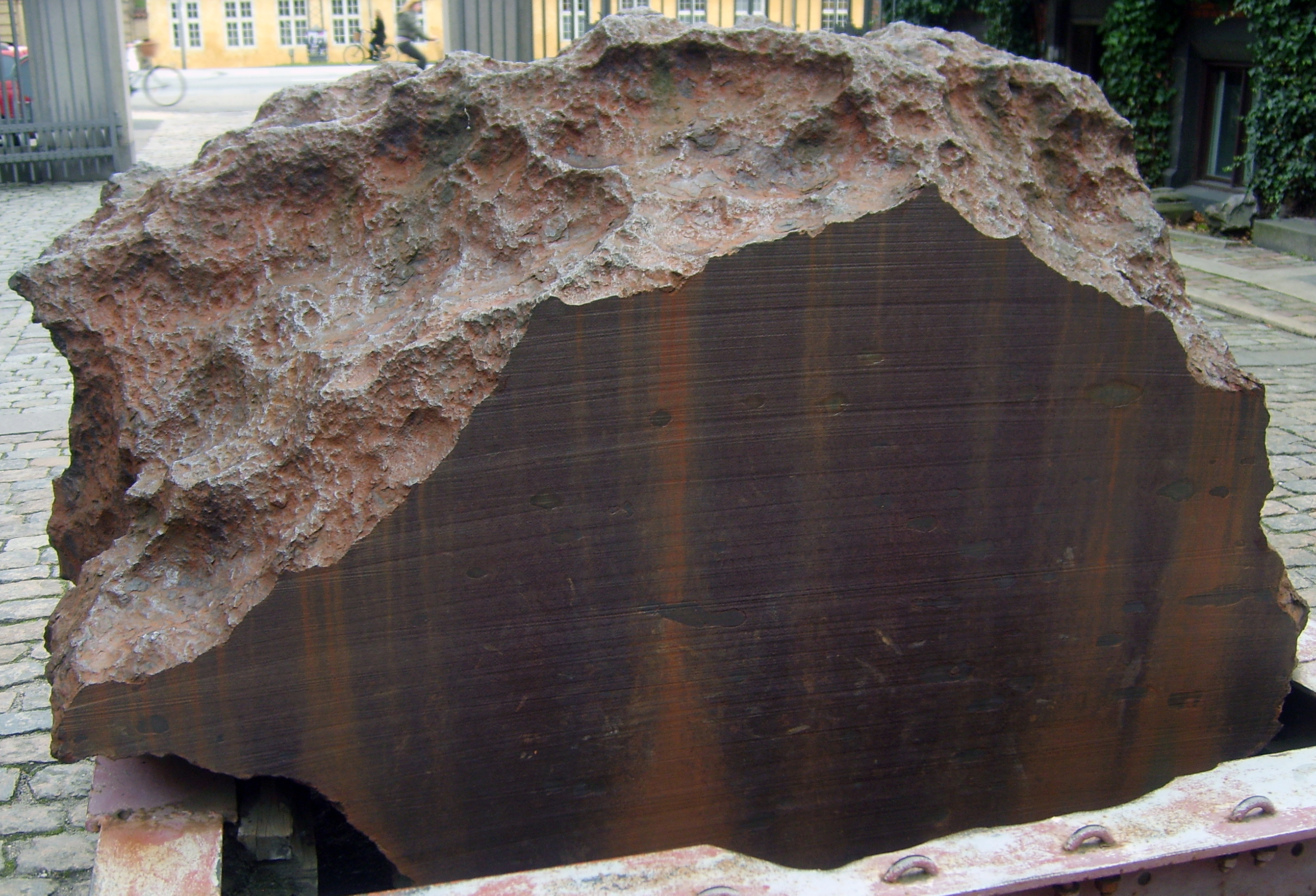
在歌本哈根地質博物館外面的Agpalilik隕石。

在1963年，主要的第四塊約克角隕石被Vagn F. Buchwald在靠近Agpalilik的地方發現。Agpalilik隕石，也就是熟知的男子，重約20米噸，目前展示在丹麥哥本哈根大學的地質博物館。其他一些較小的碎片也先後被發現，像是1911年發現3噸重的Savik I、1955年48公斤的杜里隕石、1961年7.8公斤的Savik II、和1984年發現250公斤重的Tunorput隕石。

## 標本
每個重要的約克角隕石碎片都有自己的名字：

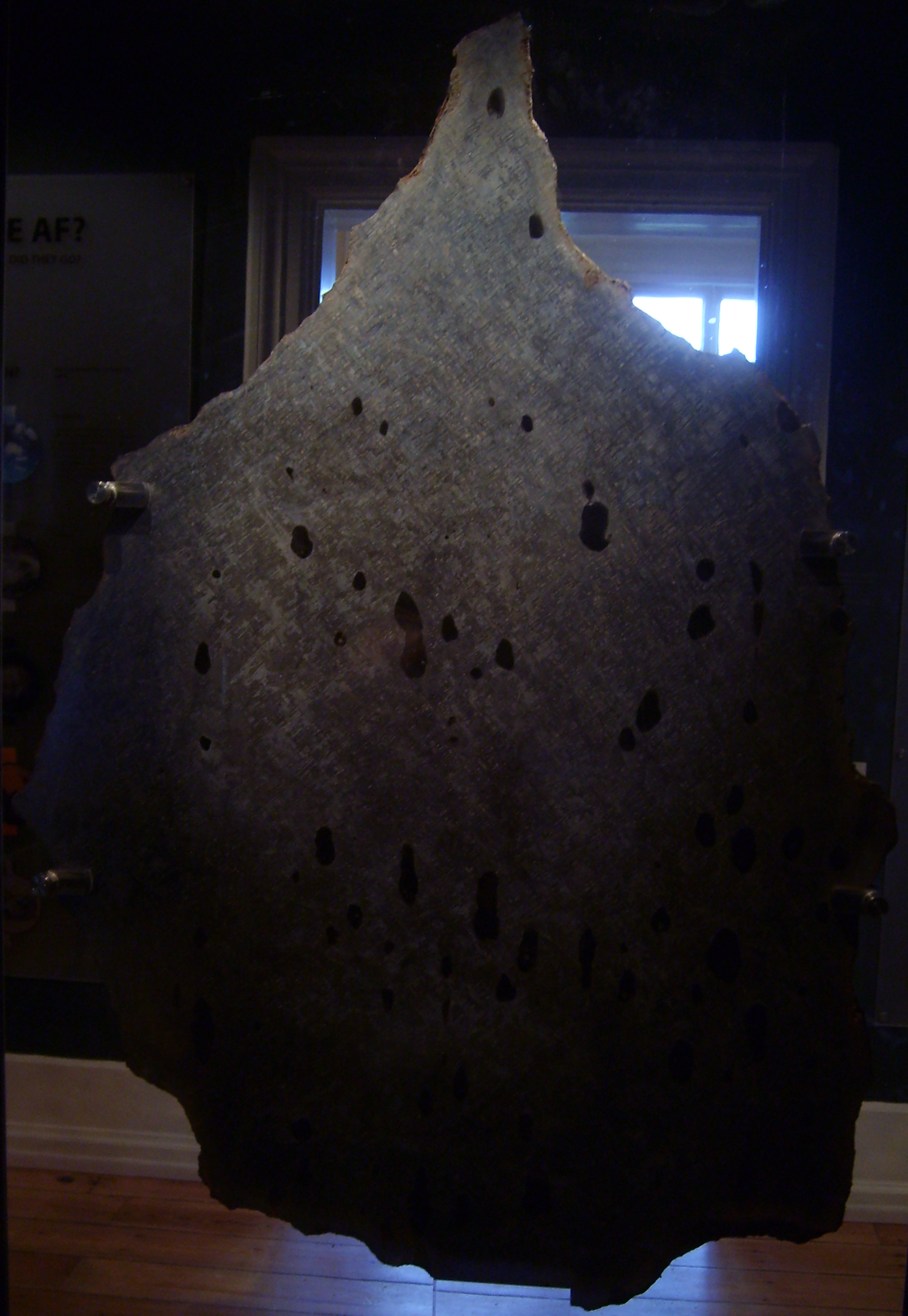
在哥本哈根地質博物館Agpalilik隕石的切片。

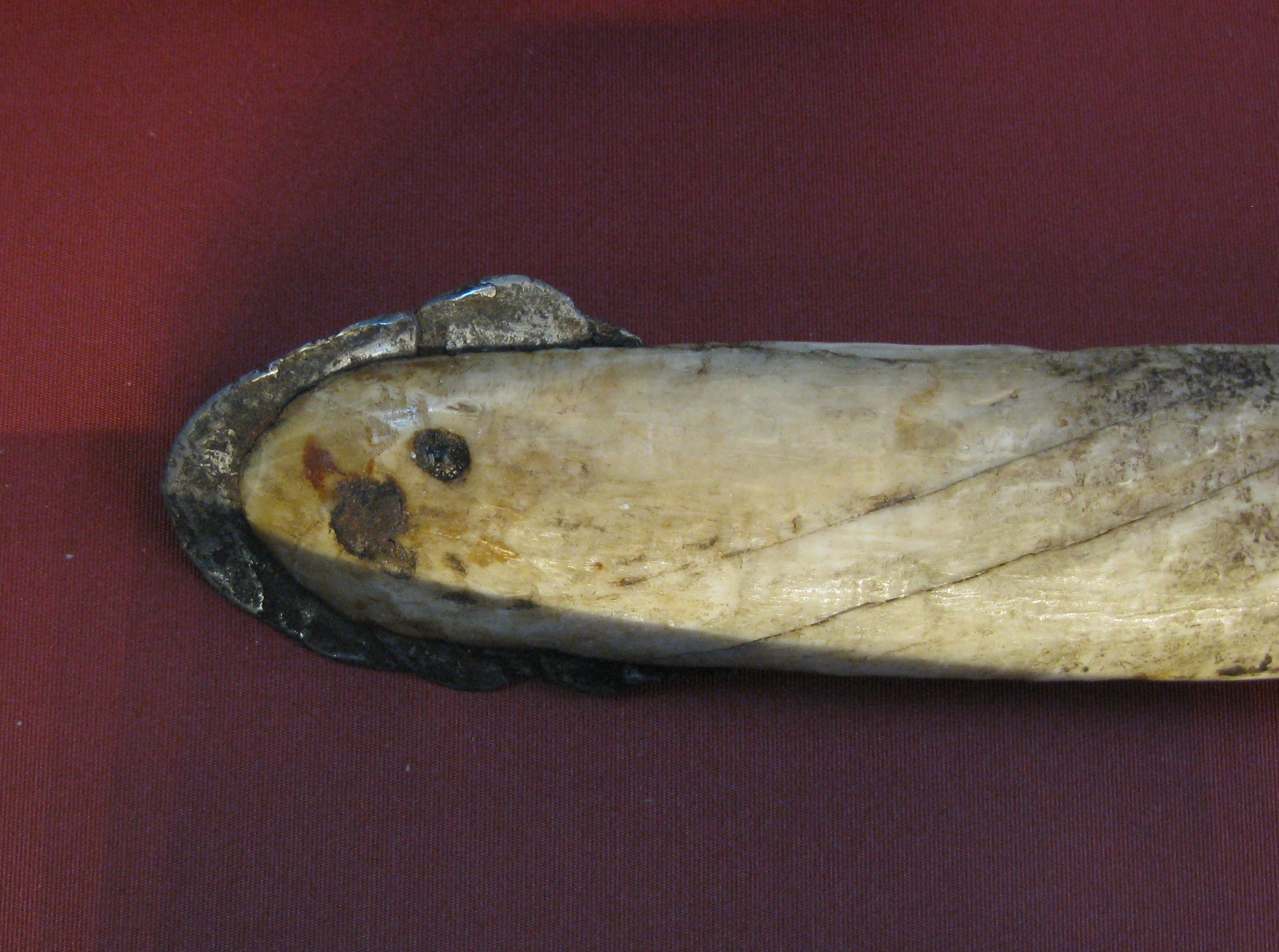
使用約克角隕石的隕鐵製成的獨角鯨牙標槍矛頭。

1. Ahnighito（帳篷狀的）：重30,900公斤[4]，1884-1897年，隕石之島，76°04'N - 64°58'W
2. 婦人 （the Woman）：3,000公斤[4]，1897年，Saveruluk， 76°09'N - 64°56'W
3. 狗（the Dog）：400公斤，1897年，Saveruluk，76°09'N - 64°56'W
4. Savik I：3,400公斤[4]，1913年，Savequarfik，76°08'N - 64°36'W
5. Thule：48.6公斤，1955年夏天，杜里，76°32'N - 67°33'W[5]。
6. Savik II：7.8公斤，1961年，Savequarfik，76°08'N - 64°36'W
7. Agpalilik（男子）：20,000公斤，1963年，Agpalilik，76°09'N - 65°10'W[4]。
8. Tunorput：250公斤，1984年。

## 外部連結
- American Museum of Natural History （页面存档备份，存于）
- www.meteoritestudies.com （页面存档备份，存于）
- Google Maps satellite image of 76° 8'N, 64° 56'W
- Meteoritical Bulletin Database: Cape York （页面存档备份，存于）